# Iris Dexter
Iris Chapman Dexter, född Iris Norton 1907 i Sydney, död där 24 mars 1974, var en australisk journalist. Hon verkade som krigskorrespondent under andra världskriget. Hon blev uppmärksammad sin roll som krigskorrespondent och krönikör för olika tidningar efter kriget.

## Biografi

### Bakgrund och tidig karriär
Dexter föddes som Iris Chapman Norton i Sydney, som dotter till köpmannen Wykes Norton och Eva Norton, född Robey. Hennes farmors far Michael Nason Chapman var på 1880-talet borgmästare i Sydney.
1922 lyckades 15-åringen övertala redaktionen på Sunday Times att ge henne arbete redigerare på avdelningen för tecknade serier (under pseudonymen "Black Opal"), varefter hon avancerade till posten som redigerare av sektionen Photoplay.
Senare syntes hon som PR-ansvarig för bildleverantören Hoyts Pictures. Hon verkade som filmrecensent för den lokala radiostationen 2BL, och hon skrev en återkommande filmkrönika för The Sydney Mall. I slutet av 1930-talet var Dexter frilansande reporter för Sydney-tidningarna The Sunday Telegraph, Sunday Sun and Guardian och Smith's Weekly, och hon författade en återkommande krönika för ABC Weekly.

### Andra världskriget
1940 blev hon allmänreporter för Melbourne-baserade Picture-News, som den enda kvinnliga allmänreportern på tidningen. I september samma år anslöt Dexter till redaktionen för tidskriften Woman, och där hon – under författarnamnet "Margot Parker" – i många års tid kom att skriva både seriösa och humoristiska texter till nästan varje nummer.

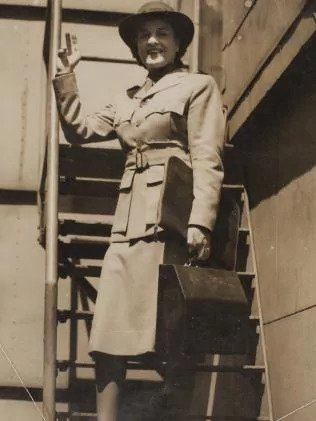
Iris Dexter i färd med att stiga ombord på ett flygplan 1943, då hon var baserad i Australien.

Under 1942 och 1943 var Dexter officiell australisk krigskorrespondent för Associated Newspapers, och hon reste bland annat till norra Queensland för att rapportera om olika krigshändelser. I november samma år befann hon sig i hamnen i Melbourne, när ett australiskt infanteriregemente återvände från strider på Nya Guinea. Hennes beskrivning av soldaternas dåliga fysiska tillstånd och starkt påverkade känslomässiga och psykiska hälsa var en sällsynt påminnelse till hennes läsare om de negativa sidorna av krigsplacering vid stridslinjen.

### Senare år
I sin roll som krigskorrespondent introducerade hon under sitt författarnamn "Margot Parker" ytterligare en författarpseudonym – "Frenzia Frizby". Detta gav Dexter möjlighet att skriva om sin roll ur ett humoristiskt perspektiv.
Efter krigsslutet sändes Dexter ut på en turné i Sydostasien, för att rapportera om förhållandena för de nyligen frisläppta australiska krigsfångarna. Hennes turné inkluderade Singapore, Java, Ceylon, Batavia och Morotai. Hon kom också att skriva om en grupp sjuksköterskor som hade fängslats på Sumatra och nu befann sig som konvalescenter i Singapore.
Dexter fortsatte att skriva för Woman, och senare för Woman's Day, fram till sin död i Sydney 1974. Hennes personarkiv förvaras vid State Library of New South Wales.

## Privatliv
1928 gifte hon sig med Harry Dexter, sportredaktör för The Sun. Hennes arbetsetos var starkt, och det rapporteras att hon under sin bröllopsdag planerade att arbeta fram till klockan 14:00. Hon omskrevs av sin samtid som en feministisk "flapper". Harry Dexter var konservativ till sin läggning, medan hans hustru inte hade några planer att övergå till ett liv som hemmafru. Äktenskapet blev konfliktfyllt, hon flyttade från honom 1930 och ansökte 1934 om skilsmässa.
Först 1950 genomdrevs skilsmässan lagligen, efter att Harry Dexter till slut dragit slutsatsen att hans sedan 20 år flyktade hustru inte skulle komma tillbaka; Iris Dexter gifte sig två år senare med Jack Aria, som hon levt samman med sedan slutet av 1930-talet. De två var gifta fram till Arias död 1962.